# Sylvain Claudius Goy
Sylvain Claudius Goy fue un chef francés conocido por haber creado el croissant moderno.
En 1915, presentó en su libro la cuisine anglo-américaine la primera receta del croissant hecho con masa de hojaldre leudada.